# Artur (TV-serie)
Artur är en tecknad amerikansk-kanadensisk TV-serie för barn, som visades första gången 1996 på PBS. TV-serien är baserad på en bokserie skrivna och illustrerade av författaren Marc Brown och handlar om det tecknade jordsvinet Artur Reads vardag, familj och vänner. Serien lades ner 2022.
I Sverige visades serien på Sveriges Television. 

## Figurer

### Artur Read
Artur (Arthur Timothy Read) är TV-seriens huvudperson som går i tredje klass på Lakewoods Grundskola. Artur är det äldsta syskonet i sin familj, han har två yngre systrar; Lillemor och Britt och två snälla
föräldrar som alltid håller sams. Han har dessutom ett eget husdjur, hundvalpen Vän. Artur umgås på sin fritid med bästa vännerna Buster, Hjärnan och Franciska (som han då och då råkar i konflikt med).
Svenska rösten gjordes av Leo Hallerstam.

### Lillemor Read
Lillemor (Dora Winifred "D.W." Read) är mellanbarnet i Arturs familj och är som en lillasyster ofta är mot ett storasyskon ur det äldre syskonets perspektiv, jobbig och retsam. Hon är mycket envis och bestämd och väldigt bortskämd. 
Under dagtid går hon på stadens förskola där hon är bästa vän med Emily och ibland tvillingarna Tibble och har dessutom en fiktiv och osynlig kompis.
Svenska rösten gjordes av Elina Raeder

### Pappa
Arturs pappa som heter David är en vänlig och bra pappa som driver en cateringfirma hemifrån.
Svenska rösten gjordes av Steve Kratz

### Mamma
Arturs mamma som heter Jane är en vänlig och bra mamma som jobbar som revisor. Hon har flera syskon som då och då dyker upp i vissa avsnitt.

### Farmor Thora
Farmor Thora är farmor till Artur, Lillemor och Britt som är som farmödrar är som mest, snäll, varm, god och rättvis.

### Buster Baxter
Buster är Arturs allra bästa kompis. Busters är en ganska lat person som älskar att äta och försumar ofta skolarbete före nöjen men ändå viker inte Artur hans sida. Buster bor bara med sin mamma Bitzi som är ganska överbeskyddande emot sin son och jobbar på lokaltidningen. Fadern är okänd och är inte med i handlingen.
Svenska rösten gjordes av Nick Atkinson

### Fransyska Frensky
Fransyska (Francine Alice Frensky) är en riktig pojkflicka som gillar att sporta och spela trummor. Hon har en mycket stark vilja och kan vara väldigt rättframt och okänslig ibland vilket ofta sätter henne på kant med sina vänner och familjemedlemmar, mest Artur. Hennes far är sopgubbe och hon har en bra relation med honom då de sportar tillsammans. Hennes storasyster Catherine är som en äldre version av Franciska själv och för det mesta käbblar de men älskar varandra ändå.
Svenska rösten gjordes av Eleonor Telcs

### Alan "Hjärnan" Powers
"Hjärnan" (Alan "Brain" Powers) är en av Arturs bästa klasskamrater som är något av en riktig plugghäst och nörd som därför vet mycket mer än de andra eleverna, men han skryter inte om det utan blir uppskattad av klasskompisarna. Ibland jobbar han oavlönat i glassbaren med sin mamma när han inte är i skolan.
Svenska rösten gjordes av Linus Wahlgren

### Binky Barnes
Binky är en äldre elev i skolan som är något av en mobbare som sätter de yngre eleverna i skräck. Egentligen vill han vara snäll och är därför lätt missförstådd och lyckas ändå bli en av Arturs bästa skolkompisar. I ett avsnitt säger han till sina tuffa kompisar att lämna Arthur i fred, då de retar honom för att han städar i parken. Det tyder på att han innerst inne är snäll. Hans mamma jobbar som sjuksköterska. I ett annat avsnitt visar det sig att han är allergisk mot jordnötter.
Svenska rösten gjordes av Linus Wahlgren

### Mary "Muffy" Crosswire
Muffy är en av Arturs bästa klasskamrater som är en ytterst bortskämd rikemandotter och mycket fisförnäm och anser sig finare än sina vänner. Fadern Edward är en ytterst framgångsrika affärsman som äger stora delar av Älgköping. På grund av sin lite dominanta attityd kan även hon hamna i bråk med sina vänner, särskilt Fransyska.
Svenska rösten gjordes av Therese Reuterswärd